# Abbazia di San Martino delle Scale
L'abbazia di San Martino delle Scale (de Scalis) è un monastero appartenente all'Ordine di San Benedetto della congregazione cassinese. Con l'annessa basilica abbaziale il monastero costituisce un aggregato monumentale ubicato a San Martino delle Scale, frazione di Monreale. Il complesso è adagiato in una porzione di territorio compresa tra le falde di Monte Cuccio e Monte Caputo.
Sebbene il monumento ricada nel territorio del comune di Monreale, Gaspare Palermo lo elenca tra le meraviglie e attrazioni delle immediate adiacenze della città di Palermo.
Il monumento ospita dal 7 maggio 2022 il programma televisivo culinario Le ricette del convento.

## Storia

### Epoca romano-bizantina
- 573 o 581, la tradizione vuole il primitivo monastero[2] di San Martino fondato da papa Gregorio I assieme ad altre cinque strutture similari in Sicilia edificate in altrettanti territori di proprietà della famiglia materna.[7][8] Gli stessi monasteri cui fa riferimento lo stesso pontefice nelle lettere indirizzate al Clero siciliano, in due di esse proprio al monastero di San Martino.[9]

In particolare codesta struttura era destinata inizialmente a solo donne. Sorte delle discordie e contese fra le religiose, la situazione degenerò dopo l'ammissione del medico Anastasio, convocato per la cura delle monache inferme, circostanza che determinò grave scandalo e disordine. Informato San Gregorio, intervenne l'arcivescovo Vittore che dispose il trasferimento delle monache presso una struttura cittadina denominata Santa Maria della Speranza. Nella sede di San Martino delle Scale confluirono monaci provenienti da tutti i monasteri dell'Ordine benedettino di Palermo.

### Epoca arabo-normanna
Poche fonti attendibili e non sempre adeguate, rendono incerta l'origine "gregoriana" dell'abbazia, rasa al suolo dai Saraceni nel 820c. seguita dalla ricostruzione del luogo di culto in epoca normanna.
Per un periodo il cenobio sembra essere stato noto come Monastero di S. Martino detto delle Scale di S. Anna.

### Epoca aragonese
- 1347, l'atto di rifondazione, redatto dalla cancelleria di Emanuele Spinola (arcivescovo di Monreale), attesta la ricostruzione in epoca medievale.[2]

Per la conduzione sono convocati i monaci benedettini del monastero di San Nicola l'Arena di Nicolosi alle falde dell'Etna. Il feudo già denominato di San Martino delle Scale, di pertinenza del vescovado monrealese è retto da Angelo Sinisio, primo abate con incarico dal 26 luglio 1352 al 27 novembre del 1386. Il buon operato condotto dall'abate Sinisio comporta la donazione di ingenti appezzamenti, come i feudi di Cinisi, Borgetto, Sagana (territori compresi nelle odierne Giardinello e Montelepre), Milocca (attuale Milena) in cui l'abate esercita anche la potestà baronale.
Federico IV di Sicilia elargisce concessioni, esenzioni di dazi e gabella di dogana. Anche Papa Gregorio XI concede alcune prerogative. Tutta l'attività comporta il consolidamento e l'ingrandimento della "giovane" diocesi di Monreale. Giuliano Majali († 1470), tra i monaci, ambasciatore del sovrano Alfonso d'Aragona presso il Bey di Tunisi, contribuisce all'arricchimento e all'abbellimento dell'istituzione.

### Epoca spagnola
La sontuosa chiesa che oggi ammiriamo è la rielaborazione delle antiche strutture architettoniche, coincidenti con l'incorporazione del cenobio nella congregazione cassinese, ovvero l'unione dei monasteri benedettini che aveva come primo intento quello di favorire la collaborazione tra le abbazie della penisola italiana. L'azione permette la rifioritura dell'osservanza monastica per certi versi decaduta, soprattutto a causa delle ingerenze di nobili laici o ecclesiastici che dall'esterno miravano a privare delle cospicue rendite i singoli monasteri.
Nel 1564 ha inizio la riedificazione dell'attuale chiesa abbaziale, termine dei lavori nel 1595. Le date sono desunte dall'Archivio Storico dell'Abbazia e dalle due iscrizioni marmoree poste sulla facciata esterna della stessa chiesa.
- 1602 20 maggio, Solenni riti di consacrazione presieduti da Diego Haëdo arcivescovo di Palermo. L'evento è rievocato da un'altra iscrizione posta sull'acquasantiera sinistra della controfacciata, una delle tre espressioni presenti del rinascimento siciliano.[2]
- 1608, Predicazione del Battista, opera di Filippo Paladini.[17]

### Epoca borbonica
La vita culturale dell'abbazia si presenta vivace e originale: produzioni e committenze artistiche, attività editoriali, insegnamento. Il centro propulsore degli studi è indubbiamente la biblioteca che, in strutture rinnovate e ingrandite durante il XVIII secolo, diventa un polmone inesauribile che attira studiosi e ricercatori da ogni parte e in ogni epoca. L'ambiente insieme alla Fontana nel chiostro detto Cortile dei Marmi, compresi nel recinto monasteriale, opere dell'architetto Giovanni Biagio Amico. Allo stesso artista appartengono le architetture interne del tempio comprendenti gli ornati dell'altare maggiore e degli altari laterali, ornati in marmi del coro all'interno del tempio, infine il coronamento esterno del luogo di culto.
La progettazione del nuovo prospetto del monastero è opera dell'architetto Giuseppe Venanzio Marvuglia che nel 1775 realizza il nuovo dormitorio. La facciata di questa nuova struttura lunga circa 137 metri è ripartita su tre ordini e si affaccia su Palermo.
L'abate occupa il 50° seggio del Parlamento di Sicilia. Il sovrano Ferdinando I delle Due Sicilie è spesso ospite delle strutture durante i soggiorni presso la reggia palermitana.
Nel 1787 Goethe in visita a Palermo giunge a Monreale visitando proprio questo convento e non, come ci si aspetterebbe, la Cattedrale di Monreale.

### Epoca contemporanea
Con l'emanazione delle leggi eversive, la confisca dei beni del 1866 e la conseguente spoliazione del patrimonio storico - artistico causano il declino dell'istituzione, riducendo la comunità monastica ormai decimata e indebolita.
- 1932, nello spirito del concordato tra lo Stato italiano e la Santa Sede, Patti Lateranensi dell'11 febbraio 1929, la comunità monastica ottiene il riconoscimento come "ente morale".
- 1946, raggiunto il numero di monaci previsto dalle Costituzioni cassinesi è determinato il ripristino di alcune attività proprie della comunità monastica, la quale prenderà sede in una parte dell'antico complesso monumentale: l'insegnamento nel collegio e nell'alunnato monastico, l'allestimento di un laboratorio di restauro del libro, l'apertura al pubblico della ricostituita biblioteca e la rivendita di alcuni prodotti tipici del monastero.

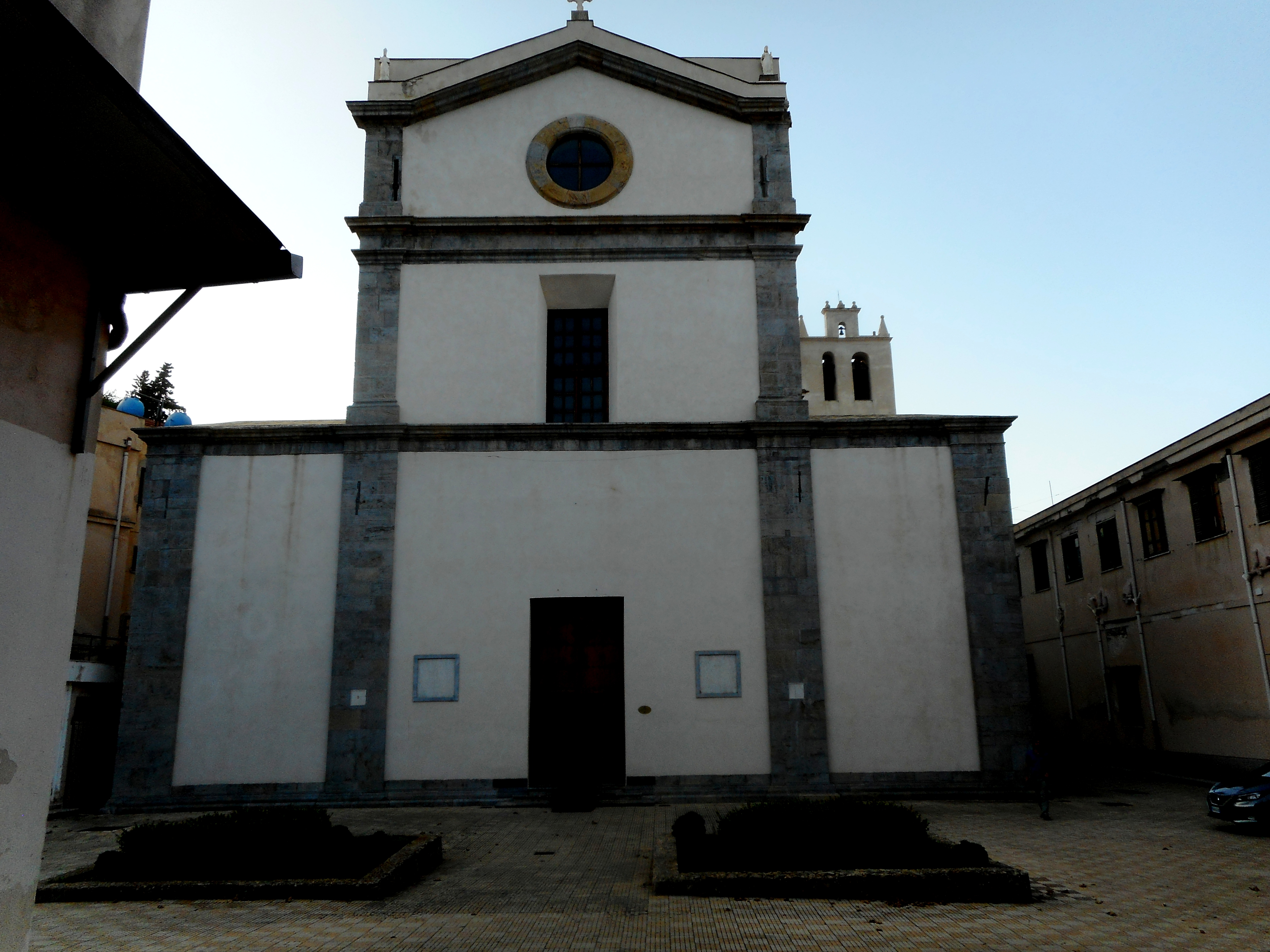
Facciata della chiesa

- Fine ciclo di restauri.

## Esterno

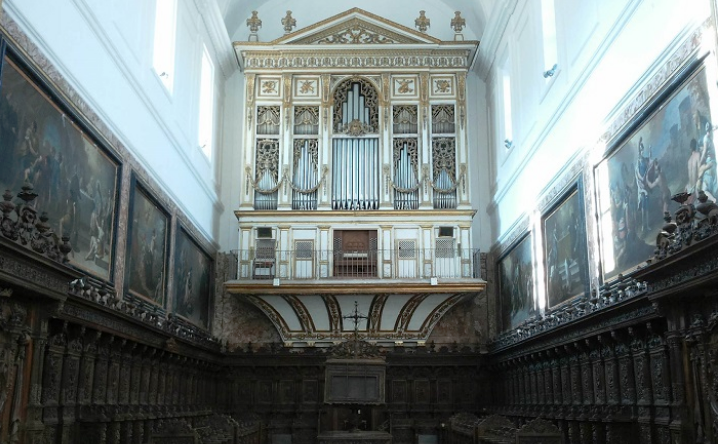
L'organo realizzato da Francesco La Grassa

## Interno
Impianto a croce latina, cupola, coro, due absidiole ai lati del coro, cappelle laterali nel transetto, dieci cappelle minori ossia cinque per navata laterale. Nel 1602 l'interno fu interamente decorato con stucchi.

### Navata destra
- Prima campata: Cappella di San Placido. Sull'altare è documentato il dipinto raffigurante San Placido e Santa Scolastica, opera di Guglielmo Borremans,[4] nell'ambiente è collocato il sepolcro marmoreo del giureconsulto Vincenzo Rosignano.[21]
- Seconda campata: Cappella del Crocifisso. Sull'altare è documentato il dipinto raffigurante l'Addolorata, opera di Paolo De Matteis.[21]
- Terza campata: Cappella dei Santi Apostoli. Sull'altare è documentato il dipinto raffigurante i Santi Apostoli, opera di Gaspare Vazzano.[21]
- Quarta campata: Cappella di San Domenico de Silos. Sull'altare è documentato il dipinto raffigurante San Domenico de Silos, opera di Jusepe de Ribera detto lo Spagnoletto.[4][21]
- Quinta campata: Cappella di San Nicola di Bari. Sull'altare è documentato il dipinto raffigurante San Nicola di Bari, opera di Gaspare Vazzano.[21]

### Navata sinistra
- Prima campata: Cappella di San Matteo. Sull'altare è documentato il dipinto raffigurante San Matteo Apostolo, opera di Gaspare Vazzano.[20]
- Seconda campata: Cappella di San Giovanni Battista. Sull'altare è documentato il dipinto raffigurante San Giovanni Battista predica agli Ebrei, opera attribuita a Filippo Paladini.[4][8][20]
- Terza campata: Cappella dei Sette Angeli. Sull'altare è documentato il dipinto raffigurante i Sette Angeli, opera di Gaspare Vazzano.[20]
- Quarta campata: Cappella di Santa Rosalia. Sull'altare è documentato il dipinto raffigurante Santa Rosalia, opera di Paolo De Matteis del 1727.[20]
- Quinta campata: Cappella dell'Epifania. Sull'altare è documentato il dipinto raffigurante l'Epifania, opera di Gaspare Vazzano.[20]

### Presbiterio
Nei pilastri della crociera sono collocate le statue raffiguranti San Benedetto da Norcia, San Gregorio Magno, San Placido e San Mauro.
Altare doppio o bifronte e organo di Raffaele la Valle del 1594. Coro ligneo di scuola napoletana con 68 stalli del 1597c realizzato presso la bottegha dei Maestri ebanisti Ferraro e Vitagliante. Un secolo dopo venne ulteriormente allargato e arricchito con l'apposizione di due grandi pannelli lignei raffiguranti l'estasi di San Benedetto e quella della sorella Santa Scolastica, opera di artigiani locali. Alle pareti del coro sono incastonati i medaglioni marmorei raffiguranti gli apostoli San Pietro, San Paolo, San Giovanni e Sant'Andrea, completano il ciclo pittorico, opera di Paolo De Matteis del 1727:
- Destra: San Benedetto raffigurato con San Mauro, San Placido, Tertullo, Eutichio, San Mauro e Re Teodoberto, San Martino e il mendicante;[23]
- Sinistra: Cena di San Gregorio Magno ai poveri, Martirio di San Placido e Santa Flavia, San Benedetto incontra Totila re degli Ostrogoti.[24]
- Absidiola destra: Cappella della Vergine o Cappella della Madonna della Consolazione. Decorano l'ambiente le statue marmoree raffiguranti Maria Vergine collocata tra Sant'Agata e Santa Caterina d'Alessandria, opere del 1368.[23] Affreschi raffiguranti l'Assunzione della Vergine, opere di Giuseppe Meli.[4] Sulle pareti laterali campeggiano due grandi quadroni.
- Braccio transetto destro: Cappella di San Benedetto. Sull'altare è collocato il dipinto raffigurante San Benedetto che distribuisce la Regola agli ordini religiosi, militari, cavallereschi che osservano la Regola di San Benedetto, opera di Pietro Novelli.[4][8][21][25]
  - XII - XIII secolo, Portale, manufatto marmoreo recante 20 scene raffiguranti il Mistero Pasquale.
- Braccio transetto sinistro: Cappella di San Martino. Sull'altare opera di Giacomo Amato è collocato il dipinto raffigurante San Martino, opera di Filippo Paladini del 1608.[21]

Il fonte battesimale adiacente alla sacrestia è datato 1396.

## Sacrestia
Gli armadi raccolgono preziosi indumenti regalati dal Re di Tunisi a Giuliano Majali, quando fu mandato come ambasciatore da Alfonso V d'Aragona.
- XVII secolo, Madonna con bambino, dipinto, opera di Carlo Cignani.[8][15]
- XVII secolo, Ultima Cena, dipinto, opera di Matthias Stomer.[8][15]
- XVII secolo, Madonna della Pietà, dipinto di scuola caravaggesca.[8][15]

## Opere
- 1538, Cena in casa di Simone, dipinto, opera documentata di Simone de Wobreck.
- 1634, Madonna con bambino raffigurata tra San Benedetto e Santa Scolastica, dipinto, opera documentata di Pietro Novelli.
- 1635, San Benedetto che distribuisce i pani, dipinto, opera documentata di Pietro Novelli, esposta nella Galleria regionale di Palazzo Abatellis.
- 1727, Madonna con Sant'Anna e Santi Benedettini, dipinto su tela, opera di Guglielmo Borremans.
- XVI secolo, San Gregorio in cattedra, dipinto su tela, opera di scuola del Vasari.[4]

## Monastero cassinese

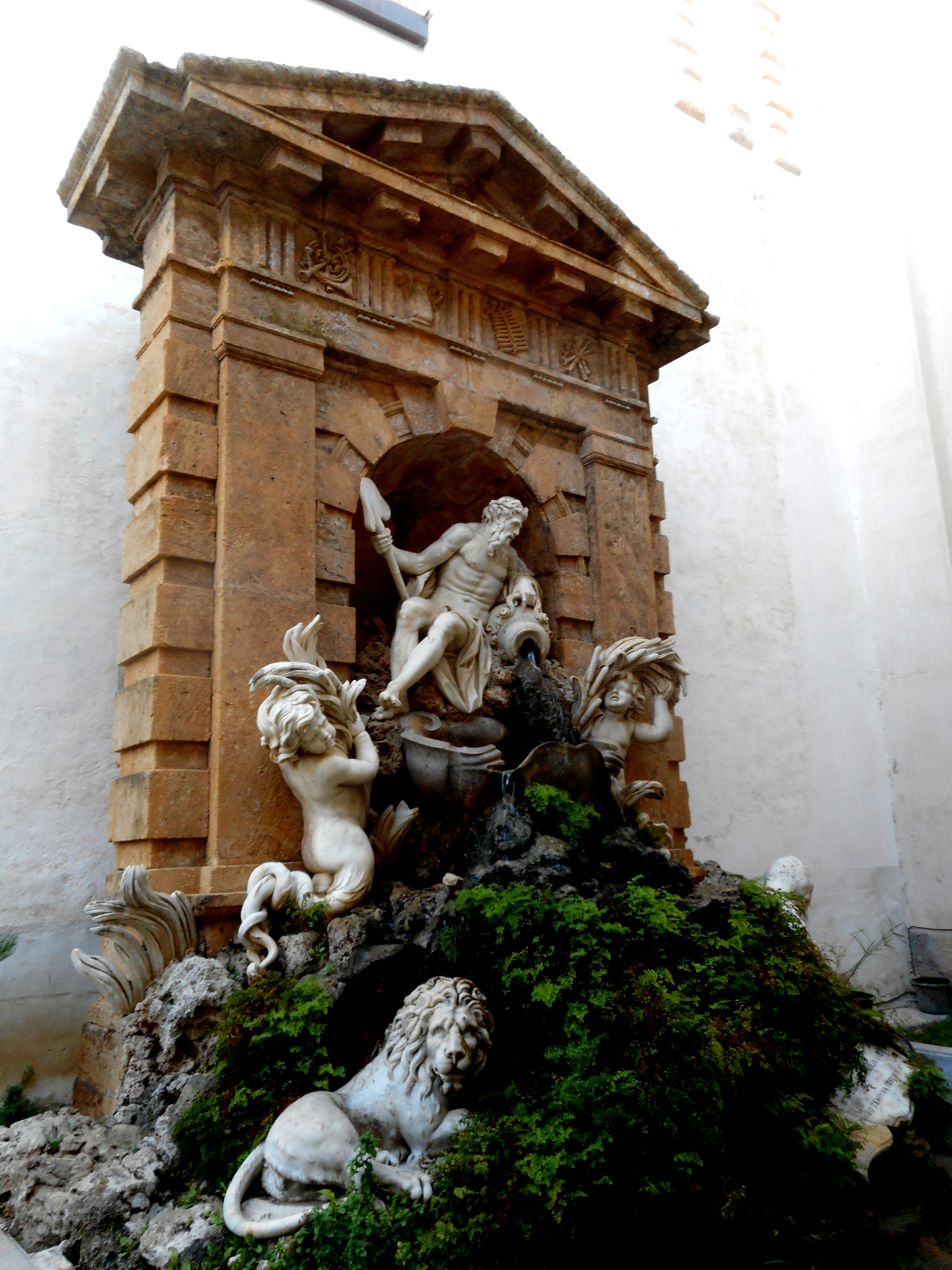
Fontana dell'Oreto

Documentato come la più grande istituzione della Congregazione cassinese nel Regno di Sicilia e conseguentemente fra i più importanti nella penisola italiana.
Al 1778 risale la realizzazione della superba facciata caratterizzata da vestibolo con statua equestre di San Martino e il povero, opera di Ignazio Marabitti. Dello stesso artista la Fontana dell'Oreto addossata alla chiesa.
Il grande complesso annovera:
- Chiostri, sei diversi cortili:
  - Chiostro di San Benedetto posto in prossimità dell'abside dal lato destro transetto a settentrione. Struttura con 36 colonne, pianta quadrata 7 luci x 7, pavimentazione in cotto caratterizzato da assi e diagonali in conci, l'ambiente ospita al centro la Fontana di San Benedetto del 1728, opera di Giuseppe Pampillonia;
    - Strutture di Ponente;
      - Chiostro detto Cortile dei Marmi a sud. Ambiente con pianta quadrata 9 luci per 9, portici con pilastri, ospita una Fontana di Giovanni Biagio Amico.
      - Cortile a nord con pianta rettangolare;

    - Strutture di levante;
      - Cortile corrispondente alla facciata ala sud, ambiente con pianta quadrata;
      - Cortile corrispondente alla facciata ala nord, ambiente con pianta rettangolare;
      - Cortile adiacente alla facciata ala nord, ambiente con pianta quadrata aperto sul fronte orientale.
- Sala del Capitolo o Sala Capitolare. L'ambiente custodisce un Crocifisso collocato su un affresco raffigurante Maria Maddalena e San Giovanni Evangelista. Volta affrescata e pavimento maiolicato.
- Refettorio dell'Osservanza con affresco Il profeta Abacuc sorretto dall'angelo sfama Daniele nella fossa dei leoni, opera di Pietro Novelli del 1629,[26][27][28] e una Cena del Signore;[4][29]
- Refettorio della Ricreazione con affresco di stile caravaggesco;[29]
- Libreria - Biblioteca;[26]
- Orologio;
- Spezieria;
- Officine e laboratori;
- Ospizio per Pellegrini;
- Museo, medagliere, quadreria.[26]

### Pinacoteca
La quadreria annovera:
- XVI secolo, Giuditta e Oloferne, dipinto restaurato, seconda opera dopo lo Spasimo di Sicilia di Raffaello Sanzio.[4]
- XVIII secolo, Papa Pio VII, mezzobusto, scultura marmorea, opera di Filippo Pennino.[4][26]
- XVII secolo, Sacra famiglia, dipinto, opera di discepolo della scuola di Tiziano.[4][26]
- XVII secolo, Anziano guarisce donna moribonda, dipinto, opera di Gerard van Honthorst.[26]
- XVII secolo, Erodiade, dipinto, opera di discepolo della scuola di Carracci.[26]
- XVII secolo, Martirio di San Lorenzo, dipinto, opera di Pietro Novelli.[26][30]
- XVII secolo, Annunziata, dipinto, opera di Pietro Novelli,[31] Proveniente dalla Congregazione della Santissima Annunziata de' Nobili dei religiosi della Compagnia di Gesù.[32]
- 1634, Vergine ritratta fra Santa Scolastica e San Benedetto, dipinto documentato nella Cappella del Noviziato, opera di Pietro Novelli.[4][31][33]
- XVII secolo, Nascita del Salvatore, olio su tela, opera documentata di Jusepe de Ribera.[32]
- XVII secolo, San Paolo primo Eremita, olio su tela, opera documentata di Jusepe de Ribera.[4]
- XVII secolo, San Pietro piangente il peccato, olio su tela, opera documentata di Jusepe de Ribera.[4]

Nel Tesoro:
- XIX secolo, Ostensorio, monumentale manufatto argenteo realizzato su modelli cinquecenteschi, opera di Giovanni Fecarotta.[4]

Come casa madre aggregava il monastero dello Spirito Santo ubicato vicino alla chiesa di Sant'Agostino, ed il monastero di San Carlo di Palermo, il monastero di Santa Caterina dell'Ordine benedettino di Cinisi, il monastero di Santa Maria delle Ciambre dell'Ordine benedettino e il monastero di Santa Maria del Santissimo Romitello di Borgetto.
Dopo l'emanazione delle leggi eversive il patrimonio librario confluì parzialmente nelle strutture della Biblioteca comunale di Casa Professa.